# 森田信吾
森田 信吾（もりた しんご、1959年1月5日 - ）は、日本の漫画家。主に青年向け漫画雑誌で活動している。

## 来歴
愛知県出身。小学生の頃、親に買ってもらった『COM』に影響され漫画を描き始める。1982年、『週刊ヤングジャンプ』(1982年29号)『退屈じゃない日々』でデビュー。コンタロウのアシスタントを経て、1986年に『週刊ヤングジャンプ』より『栄光なき天才たち』の連載を開始する。
漫画家としての活動とは別に、糸崎公朗とのユニット『非ユークリッド写真連盟』を結成。路上の昭和的な商店街・建物などの写真を切り抜いて組み立てた模型を「フォトモ」（フォトグラフ＋モデル）と命名し雑誌『散歩の達人』等で発表している。

## 作品一覧
- 栄光なき天才たち（原作：伊藤智義　科学者関係以外の人物を取り上げた章は、森田信吾の単独クレジット）
  - 新・栄光なき天才たち
- アウトサイダー東宗介（原作：周良貨）
- 慈恩 〜幕末秘剣〜
- 攘夷幕末世界
- 追儺伝 SEIJI
- 明楽と孫蔵
- 駅前の歩き方
- 影風魔ハヤセ
- 伊庭征西日記 徳川直参の生き様と明治維新
- 必殺!! 闇千家死末帖（原作：白川晶）
- Crack Down on
- 御庭番 明楽伊織
- ネルソン・マンデラ ―悲劇を希望に変えた男―

### 書籍
- 組み立てフォトモ : ペーパークラフト 森田信吾, 糸崎公朗 著 雄鷄社  1998年
- フォトモ―路上写真の新展開　非ユークリッド写真連盟著 工作舎 1999年12月